# پرابهات پاتنیک
پرابهات پاتنیک (Prabhat Patnaik)، اقتصاددان مارکسیستی و مفسر سیاسی هندی است. او از سال ۱۹۷۴ تا زمان بازنشستگی‌اش در سال ۲۰۱۰، در مرکز مطالعات اقتصادی و برنامه‌ریزی در دانشکده علوم اجتماعی دانشگاه جواهر لعل نهرو در دهلی نو تدریس کرده است. او از ژوئن ۲۰۰۶ تا می ۲۰۱۱ معاون هیئت برنامه‌ریزی ایالت کرالا بود.

## زندگی ابتدائی و تحصیلات
پرابهات پاتنیک در ۱۹ سپتامبر ۱۹۴۵ در جتانی، اودیسا متولد شد. پدرش، پرانانات پاتنیک رهبر کمونیست و MLA بود. پرابهات، پس از تعلیمات ابتدائی در شهری که زندگی می‌کرد، کالج دالی، ایندور را با بورسیه دولتی شایستگی هند به پایان رساند. او لیسانس‌اش را با افتخارات از کالج سنت استیفن هند در رشته اقتصاد به پایان رسانید و در کلاس اول نمره بود. پس از ان، در سال ۱۹۶۶ میلادی در بورسیه رودز به دانشگاه آکسفورد رفته و در کالج بالیول و سپس در کالج نفیلد تحصیل کرد. او لیسانس فلسفه و دکترای فلسفه‌اش را از آکسفورد به دست آورد.

## حرفه
پاتنیک در سال ۱۹۶۹ به دانشکده اقتصاد و سیاست دانشگاه کمبریج، انگلستان پیوست و به عنوان عضو کالج کلییر، کابریج انتخاب شد. در سال ۱۹۷۴ میلادی او به عنوان استادیار در مرکز جدیداً تأسیس شده مطالعات اقتصادی و برنامه‌ریزی (CESP) در دانشگاه جواهر لعل نهرو (JNU)، دهلی نو به هند برگشت. او در این مرکز در سال ۱۹۸۳ میلادی استاد شد و تا زمان بازنشستگیش در سال ۲۰۱۰ به تدریس ادامه داد. در زمان بازنشستگی، او ریاست سوکهاموی چاکراوارتی در برنامه‌ریزی و توسعه در CESP را به‌عهده گرفت.
تخصص او در بخش‌های اقتصاد کلان و اقتصاد سیاسی بود که در آن کتاب‌ها و مقالات متعددی نوشته است. برخی از کتاب‌هایش عبارت از: زمان، تورم و رشد (۱۹۸۸)، اقتصاد و تساوی طلبی (۱۹۹۰)، آنچه بر امپریالیسم اتفاق افتاد و سایر مقاله‌ها (۱۹۹۵)، تراکم و ثبات تحت کاپیتالیسم (۱۹۹۷)، عقب‌نشینی از عدم آزادی (۲۰۰۳)، ارزش پول (۲۰۰۸) و تصور دوباره سوسیالیسم (۲۰۱۱). او مؤلف مجله سوسیال ساینتیست است.
او با استاد اقتصاد مارکسیستی اوتسا پاتنیک ازدواج کرد. از ژوئن ۲۰۰۶ تا می ۲۰۱۱ معاون هیئت برنامه‌ریزی ایالت کرالا بود. او بخشی از گروه کاری چهار عضوی قدرت‌مند سازمان ملل متحد (.U.N) بود که روش‌های اصلاحی را برای سیستم مالی جهانی پیشنهاد کرد. اعضای دیگر این گروه کاری که ریاست آن را جوزف استیگلیتز به‌عهده داشت، جامعه‌شناس بلژیکی فرانکویس هوتارت و وزیر اکوادور برای سیاست اقتصادی پدرو پاییز بودند.

## دیدگاه‌ها
پرابهات پاتنیک منتقد ثابت قدم سیاست‌های اقتصادی نیولیبرال و هندوتوا بود و به عنوان یک دانشمند اجتماعی تشویق‌کننده مارکسیست – لینینیست است. به گفته او، در هند، افزایش رشد اقتصادی توأم با افزایش محدوده فقر مطلق بوده است. یگانه راه حل تغییردادن ترکیب طبقاتی ایالات هند است.

## افتخارات، جوایز و شناخت بین‌المللی
پرابهات در سال ۲۰۱۲ میلادی جایزه افتخاری دکترای علوم در اقتصاد را از دانشکده مطالعات شرقی و آفریقایی از دانشگاه لندن به‌دست‌آورد. او همچنین در سال ۲۰۱۲ میلادی سخنرانی افتخار آمیز هدیه بایدیانات میسرا را در اتحادیه اقتصادی اوریسا ایراد کرد.